# Joseph B. Johnson
Joseph Blaine Johnson (Helsingborg, 29 agosto 1893 – Springfield, 25 ottobre 1986) è stato un politico svedese naturalizzato statunitense, governatore del Vermont dal 1955 al 1959.

## Biografia
Nato in Svezia, Johnson si trasferì da bambino negli Stati Uniti, dove fu naturalizzato. Frequentò l'Università del Vermont e divenne ingegnere meccanico. Ottenne un lavoro presso la Bryant Chucking Grinder Company, un'impresa specializzata in rettifica, dove entrò come disegnatore e uscì da direttore generale.
Entrato in politica con il Partito Repubblicano, nel 1945 venne eletto alla Camera dei rappresentanti del Vermont e due anni dopo approdò al Senato del Vermont. Tra il 1951 e il 1955 fu vicegovernatore del Vermont, finché fu eletto governatore dello stato. Fu riconfermato per un secondo mandato, al termine del quale decise di ritirarsi a vita privata.
Dopo aver lasciato la politica, lavorò come direttore della Lovejoy Tool Company. Morì nel 1986 all'età di 93 anni.